# Pohlia pseudodefecta
Pohlia pseudodefecta är en bladmossart som beskrevs av Harumi Ochi 1956. Pohlia pseudodefecta ingår i släktet nickmossor, och familjen Bryaceae. Inga underarter finns listade i Catalogue of Life.